# 洛斯波索斯區
洛斯波索斯區（西班牙語：Distrito de Los Pozos），是巴拿馬的一個行政區，位於該國中南部，由埃雷拉省負責管轄，始建於1848年，面積385.5平方公里，2010年人口7,478，人口密度每平方公里19.4人。